# ミニパティ
ミニパティは、日本の女性アイドルグループ「さくら学院」のクラブ活動ユニット（派生ユニット）のひとつ。アミューズ所属。

## 概要
農林水産省が提唱する食料自給率アップに向けた国民運動「FOOD ACTION NIPPON」のもと、アミューズが食育と農業をテーマに発足した新プロジェクト「ららら農業プロジェクト」の一環として2009年春に結成した女子3人組のグループ。
東京中目黒の野菜スイーツ専門店「パティスリー ポタジエ」のオーナーパティシエ、柿沢安耶のもとで修行する「見習いパティシエユニット」がコンセプト。
2010年4月以降は、さくら学院のクラブ活動ユニット、クッキング部として活動している。

## 特徴
コック帽とコックコートを着てパフォーマンスを行う。
楽曲はすべて食べ物をテーマにした内容になっている。主な製作陣は、さくら学院関連の楽曲を多く手がけるのりぞーやファミリーコンピュータを使用したチップチューンで人気のサカモト教授など。振付はさくら学院本体と同じくMIKIKOが行っている。
結成当初は、柿沢安耶と共に出演することも多かった。

## メンバー
| 名前                           | 本名                           | プロフィール               | イメージカラー | 好きな食べ物                                             | 嫌いな食べ物   |
| ------------------------------ | ------------------------------ | -------------------------- | -------------- | -------------------------------------------------------- | -------------- |
| 初代（2009年4月 - 2011年7月）  |                                |                            |                |                                                          |                |
| らうら                         | 飯田來麗 （いいだ らうら）     | 1998年4月9日 東京都出身    | ピンク         | もやし、ヨーグルト、砂肝の塩焼、わさびの花の浅漬け       |                |
| まりな                         | 堀内まり菜 （ほりうち まりな） | 1998年4月29日 東京都出身   | イエロー       | おでんのしらたき、梅干し、マドレーヌ、マシュマロトースト |                |
| ねね                           | 杉﨑寧々 （すぎさき ねね）     | 1998年5月8日 茨城県出身    | グリーン       | 肉弁当、たこ焼き、海苔                                   | とうもろこし   |
| 2代目（2011年7月 - 2015年3月） |                                |                            |                |                                                          |                |
| はな                           | 田口華 （たぐち はな）         | 2000年3月4日 長野県出身    | ピンク         | イカソーメン、貝ひも、さきいか、鳥貝の刺身、イカフライ   |                |
| ゆい                           | 水野由結 （みずの ゆい）       | 1999年6月20日 神奈川県出身 | イエロー       | トマト、きゅうりの浅漬け、オムライス                     |                |
| もあ                           | 菊地最愛 （きくち もあ）       | 1999年7月4日 愛知県出身    | グリーン       | 軟骨のからあげ、貝ひも、いちご、梅干し                   | 無し           |
| 3代目（2015年8月 - 2018年3月） |                                |                            |                |                                                          |                |
| あいこ                         | 山出愛子 （やまいで あいこ）   | 2002年12月1日 鹿児島県出身 | ピンク         | アイス                                                   |                |
| ももこ                         | 岡崎百々子 （おかざき ももこ） | 2003年3月3日 神奈川県出身  | イエロー       | フルーツ、梅干し                                         | ゴーヤ、わさび |
| まりん                         | 日髙麻鈴 （ひだか まりん）     | 2003年12月1日 神奈川県出身 | グリーン       | おすし、マカロン                                         |                |

## 楽曲
| トイズファクトリー |                                      |                                       |               |            |                  |
| 1                  | ハッピーバースデー                   | さくら学院 2010年度 〜message〜       | 2011年4月27日 | CDアルバム | バースデーケーキ |
| 2                  | プリンセス☆アラモード                | さくら学院 2010年度 〜message〜       | 2011年4月27日 | CDアルバム | アラモード       |
| ユニバーサルJ      |                                      |                                       |               |            |                  |
| 3                  | よくばりフィーユ                     | さくら学院 2011年度 〜FRIENDS〜       | 2012年3月21日 | CDアルバム | クレープ         |
| 3                  | よくばりフィーユ                     | 放課後アンソロジー from さくら学院    | 2014年5月5日  | CDアルバム | クレープ         |
| 4                  | ミラクル♪パティフル♪ハンバーガー     | さくら学院 2012年度 〜My Generation〜 | 2013年3月13日 | CDアルバム | ハンバーガー     |
| 4                  | ミラクル♪パティフル♪ハンバーガー     | 放課後アンソロジー from さくら学院    | 2014年5月5日  | CDアルバム | ハンバーガー     |
| 5                  | あちゃ!ちゃ!カリー                   | 「顔笑れ!!」初回限定盤 タイプB        | 2014年2月12日 | CDシングル | カレー           |
| 6                  | しゃなりはんなりどら焼き姫           | さくら学院 2013年度 〜絆〜            | 2014年3月12日 | CDアルバム | どら焼き         |
| 7                  | ヒラリ!キラキラ☆ヤミヤミミュージアム | さくら学院 2014年度 〜君に届け〜      | 2015年3月25日 | CDアルバム | デザートプレート |
| アミューズ         |                                      |                                       |               |            |                  |
| 8                  | ジャカパラ Goo Goo♡オムライス        | さくら学院 2015年度 〜キラメキの雫〜  | 2016年3月3日  | CDアルバム | オムライス       |
| 9                  | ダバダ♪サラダ de セボン☆アベニュー   | さくら学院 2016年度 〜約束〜          | 2017年3月3日  | CDアルバム | サラダ           |

## イベントなど
さくら学院主体のイベントは除く
2009年
- 農林水産省・棚田制作イベント「ペットde夢棚田」（6月13日、農林水産省 南別館玄関）[1][2]
- 「お菓子のひみつ」展（7月22日、名古屋市科学館）[3]
- 「Feel Yokohama 150 フードセレクション」（9月12日、みなとみらいマリノスタウン）
- 土と平和の祭典2009（10月18日、日比谷公園）[4]
- 新米あじわい広場（10月23日、東京国際フォーラム前広場）[5]

2010年
- VEGEROCK presents Sweets Night Valentine Special（2月3日、shibuya O-EAST）[注 3]
- アミューズキッズ×ららぽーと「ららキッズ☆フォトグランプリ」イベント（9月19日、ららぽーとTOKYO-BAY 北館1F 中央広場）

2012年
- サンリオピューロランド『遊んで!オーディション2012キッズ』（5月12日、サンリオピューロランド 1F 知恵の木ステージ）

2013年
- TOWER RECORDS CAFE×さくら学院クッキング部ミニパティ コラボレーションメニュー販売第1弾「ミニパティ ミラクル パティフル ハンバーガー手作り最強 好きな具を重ねようハンバーガーめしあがれ♡」（3月11日 - 24日、TOWER RECORDS CAFE 渋谷店）[6][7]
- サンリオピューロランド『遊んで!オーディション2013キッズ』（5月26日、サンリオピューロランド 1F 知恵の木ステージ）
- 「第7回 ウィズガス全国親子クッキングコンテスト」全国大会応援サポーター就任式（6月18日、東京・東京ガス スタジオ プラスG GINZA）[8][9]

2014年
- 「第7回ウィズガス全国親子クッキングコンテスト」全国大会（1月26日、東京ガス東京ショールーム）
- TOWER RECORDS CAFE×さくら学院クッキング部ミニパティ コラボレーションメニュー販売第2弾「ミニパティ しゃなりはんなりどら焼き姫 やまとなでしこばんざい!おいでいっぷくめしませ♡ with さくらふわりtea おおきにー♡」（3月11日 - 17日、28日 - 30日[注 4]、TOWER RECORDS CAFE 渋谷店）[10]

2015年
- TOWER RECORDS CAFE×さくら学院クッキング部ミニパティ コラボレーションメニュー販売第3弾「キラキラクック☆ミニパティ桜のシフォン・もちベリ春うらら 召しませ♡ with しゅわしゅわサクラ・ヨーグルト」（3月20日 - 26日、TOWER RECORDS CAFE 渋谷店 / 3月24日 - 31日、TOWER RECORDS CAFE 表参道店）[11]
- さくら学院 開校5周年記念!TOWER RECORDS CAFE×さくら学院クッキング部ミニパティ コラボレーションメニュー復刻販売（11月3日 - 12日、TOWER RECORDS CAFE 表参道店）[12]

2016年
- TOWER RECORDS CAFE×さくら学院クッキング部ミニパティ コラボレーションメニュー販売第4弾「ジャカパラ ふわトロ Goo Goo ♡ オムライス with さくら＊ミニパティ♪ラテ☆」他（3月3日 - 13日、TOWER RECORDS CAFE 渋谷店 / TOWER RECORDS CAFE 表参道店）[13]
- 『しろといろ・展』（8月4日 - 17日、渋谷ロフト 1F 間坂ステージ / 9月5日 - 19日、梅田ロフト1F ロフトマーケット）[14]

2017年
- TOWER RECORDS CAFE×さくら学院クッキング部ミニパティ コラボレーションメニュー販売第5弾「サラダでシャキッと!チキンでカリッと!ダバダ♪サラダwithカリカリチキン～ミニパティカラフルドリンクもどうぞ♡〜」（3月3日 - 12日、TOWER RECORDS CAFE 渋谷店 / TOWER RECORDS CAFE 表参道店 / TOWER RECORDS CAFE 梅田NU茶屋町店）[15]

## ライブ
- TOKYO IDOL FESTIVAL 2011（2011年8月28日、お台場・青海特設会場 DOLL FACTORY）
- TOKYO IDOL FESTIVAL 2012（2012年8月5日、お台場・青海特設会場 SMILE GARDEN）
- LiVE GiRLPOP Vol.2〜Spring Party〜（2013年4月21日、Zepp Tokyo）
- CD&DLでーた別冊GIRLS-PEDIA presents「女の子図鑑 vol.1」（2013年4月30日、SHIBUYA-AX）
- TOKYO IDOL FESTIVAL 2013（2013年7月28日、お台場・青海特設会場 DOLL FACTORY）
- YATSUI FESTIVAL! 2014（2014年6月21日、duo MUSIC EXCHANGE）[注 5]
- @JAM EXPO 2014（2014年8月31日、横浜アリーナ）[16]
- TOKYO IDOL FESTIVAL 2015（2015年8月1日、お台場・青海特設会場 DOLL FACTORY）
- TOKYO IDOL FESTIVAL 2016（2016年8月6日、お台場・青海特設会場 DOLL FACTORY）[17]
- 冬のひな納め☆2016（2016年12月25日、Zepp DiverCity TOKYO）
- 清竜人ハーレム♡フェスタ♡SPECIAL（2017年1月14日、新木場STUDIO COAST）

## メディア出演
CM
- 「第7回ウィズガス全国親子クッキングコンテスト」全国大会告知（2013年）

書籍・雑誌
- フリーマガジン「humhug(はむはぐ)」の「野菜嫌い克服！助けてミニパティ！」のコーナー Vol.9 〜17  （2009年4月- 2011年7月 連載企画）[18]
- 『しろといろ』写真集（2016年8月4日、アミューズ）[注 6]